# Goodyera fimbrilabia
Goodyera fimbrilabia là một loài thực vật có hoa trong họ Lan. Loài này được Ormerod mô tả khoa học đầu tiên năm 2006.